# Treni popolari

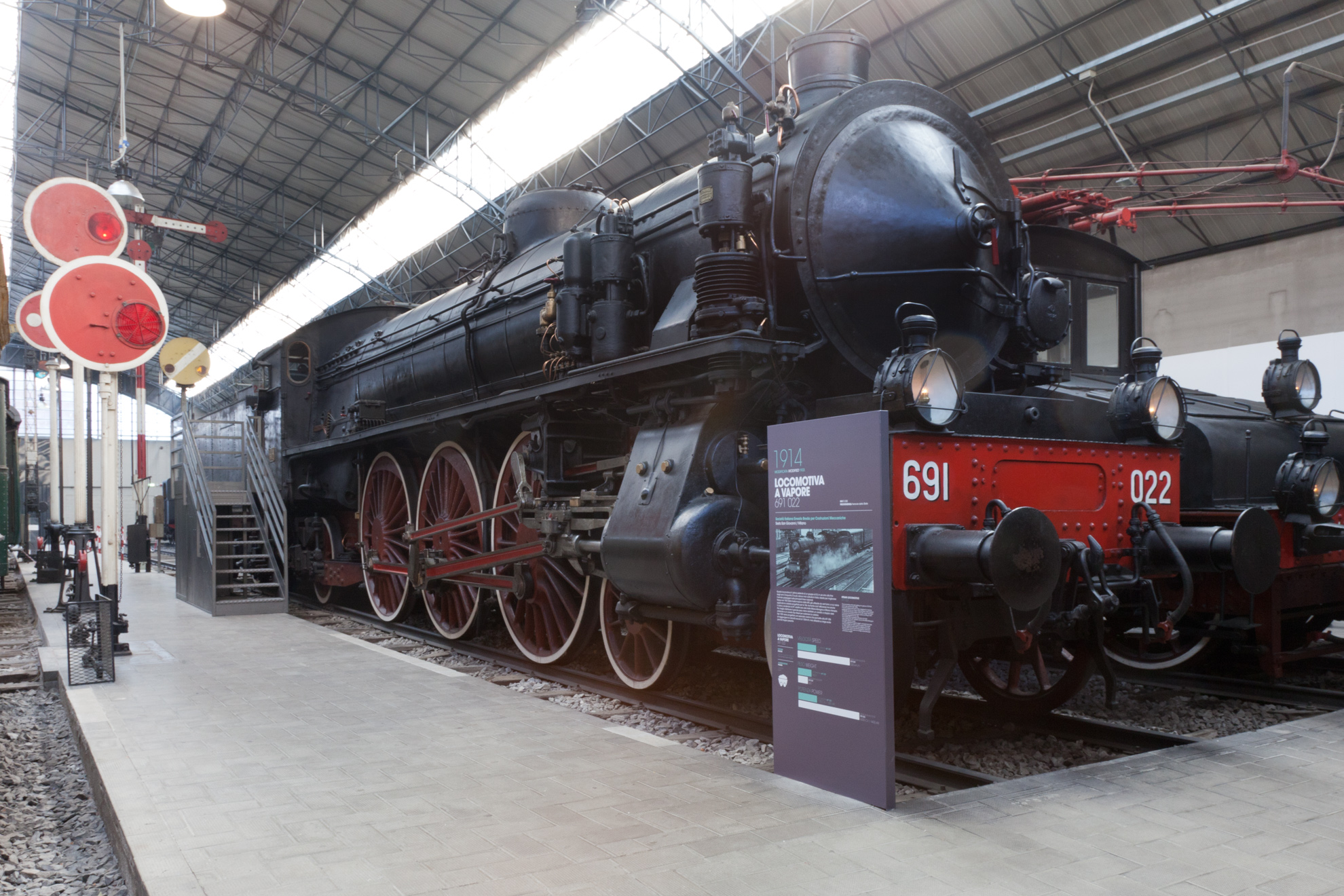
Lokomotiv av typen FS 691 som användes på linjen Milano-Venedig under 1930-talet, en av de sträckor som ingick i Treni popolari-programmet

Treni popolari (”folktåg”) är den från starten etablerade och fortfarande den mest använda benämningen på ett transportpolitiskt program i 1930-talets Italien. Programmet initierades av det italienska transportministeriet våren 1931 och innebar att ett stort antal extraordinarie snabbtåg med kraftigt rabatterade biljettpriser sattes in på linjer huvudsakligen mellan storstäder och vissa mindre orter, vanligtvis sådana vid havet eller i bergen, under helgdagar och under semesterperioden som inleddes 15 augusti (Ferragosto). Tågen hade endast 3:e klass (utan platsbiljetter) och stannade, med ett fåtal undantag, vanligen inte vid någon mellanliggande station. En typisk resa tog sin början ca kl 06–08 söndag morgon och nådde målet ett par, maximalt tre timmar senare. Efter en heldag med bad, historiska sevärdheter, cykelturer eller annan rekreation på resmålet var man i regel åter hemma ca kl 22–01.
Programmets uttalade syfte var att bereda möjlighet till rekreationsresor med tåg under helgdagar och semesterperioden för den del av befolkningen vars ekonomi inte medgav sådana resor till ordinarie priser. Detta var i linje med den fascistiska regimens målsättning att bryta ner motsättningarna mellan olika samhällsklasser och därmed undvika att dessa på sikt ledde till ett inbördeskrig.
Den instans som fick stå för transporttjänsterna från och med starten 2 augusti 1931 var det statsägda järnvägsbolaget Ferrovie dello Stato. Tjänsterna upphörde 3 september 1939 med anledning av krigsutbrottet två dagar tidigare.

## Bakgrund

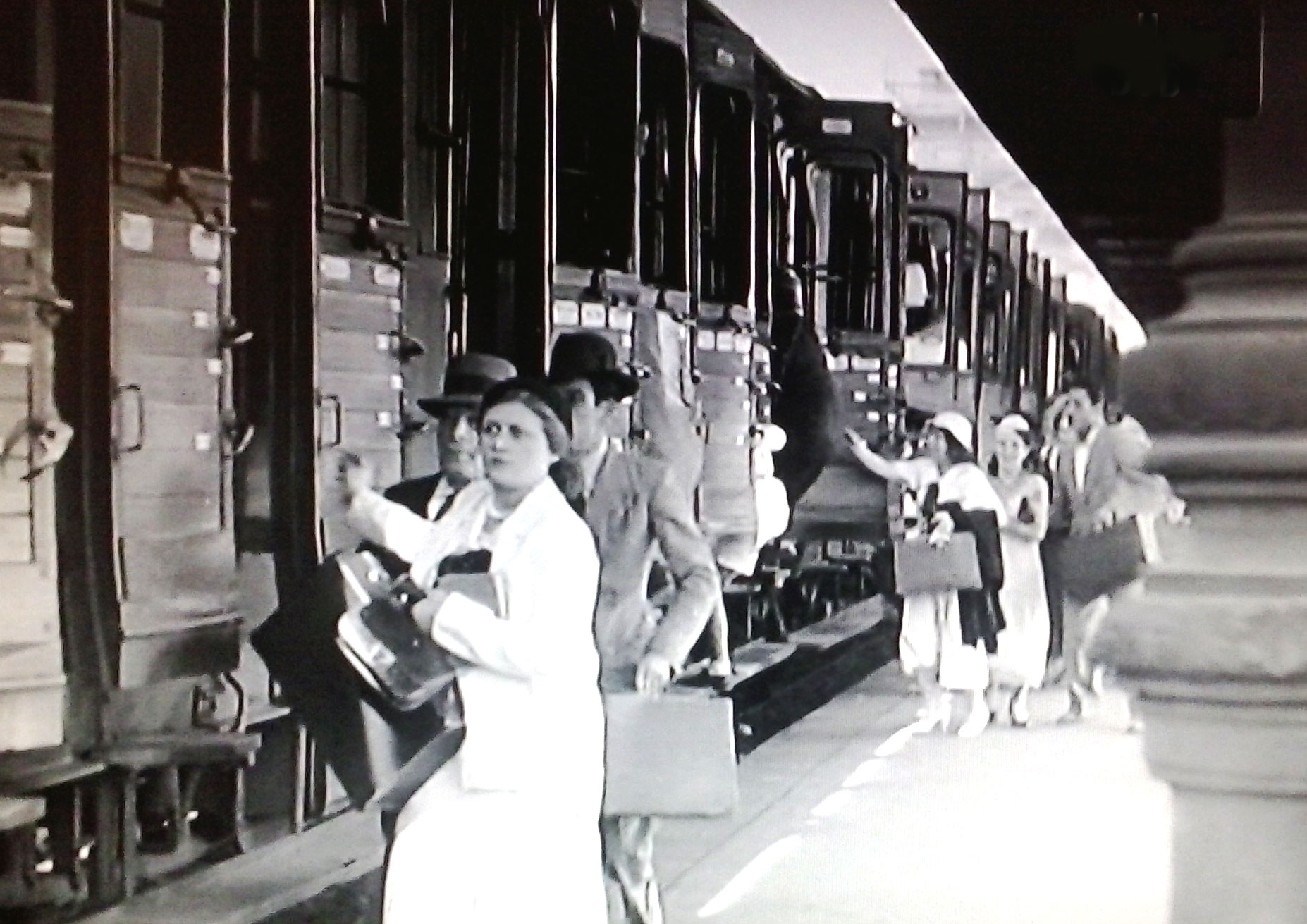
Scen ur Raffaello Matarazzos film Treno popolare (1933)

Järnvägsturismen är i Italien en lika gammal företeelse som järnvägen, vilket beror på att turismen, framför allt den alpina, som fenomen redan existerade när det nationella järnvägsnätet tillkom efter Italiens enande. När järnvägen kom övergav turisterna snabbt diligenser och ridhästar till förmån för det nya och väsentligt snabbare färdsättet. Den tidiga järnvägsturismen kom framför allt att dra nytta av de så kallade sekundära järnvägsnäten i landets norra del som tillkom under perioden ca 1880–1900 och avsevärt förbättrade möjligheterna att ta sig upp till italienska Alperna och de stora sjöarna nedanför dem.
Alpturismen hade redan före järnvägarna lockat många utlänningar, främst britter, till Italien. En helt ny rutt för franska och engelska turister öppnades när järnvägen som gick från Paris via Lyon till den italienska gränsen 1871 möttes av den nya italienska rälsen från Genua. Turisterna kunde nu via det sekundära nätet smidigt ta sig vidare till platser vid kusten som nu började etableras som turistorter, exempelvis Sanremo, Rimini, Viareggio, Bordighera och Ospedaletti. Ett par årtionden senare kunde britter efter att ha korsat Engelska kanalen åka tåg resten av vägen till Rom och ressugna tyskar kunde ta tåget från Berlin till Milano.
Statistiken visar entydigt att de italienska järnvägarna fram till första världskriget framför allt utnyttjades av utländska turister och att andelen italienska resenärer på landets järnvägar ökade mycket långsamt. En italienare gjorde statistiskt sett på 1860-talet 0,5 tågresor/år och den genomsnittliga sträckan var 33 km/år. Omkring sekelskiftet 1900 gjorde den inhemska resenären 2 resor/år och den åkta sträckan per år var nu 48 km; resorna hade alltså blivit fler men kortare. Något som man genom biljettförsäljningen kunde notera redan då var att ökningen till största delen bestod av korta resor på söndagarna och att den dessutom föreföll vara kopplad till urbaniseringen. Folk med relativt god ekonomi hade börjat göra rekreationsresor från de större städerna till mindre orter på landsbygden i närheten. Denna observation ledde till att ett helt nytt fenomen började växa fram i Italien, nämligen arrangerade gruppresor med tåg, i första skedet ordnade av järnvägsbolagen själva. Det första järnvägshotellet i omedelbar anslutning till en station och drivet av ett järnvägsbolag öppnades 1877 i Belluno. De som inte hade råd med tågresor kunde allt oftare finna arrangörer av guidade "passegiate fuori porta" (promenader utanför porten) i städer med intressant natur och historiska sevärdheter i stadens omedelbara omgivning.
Den största förändringen någonsin för det italienska järnvägsnätet ägde rum genom dess successiva förstatligande 1903–15, juridiskt baserat på en lag som antogs 22 april 1905. Förstatligandet innebar bland annat att man nu kunde ta ett samlat grepp på frågan om hur järnvägsturismen skulle utvecklas. Den snabbt växande turistindustrin, inte minst hotellbranschen, efterfrågade något slags konkret plan för utveckling och samordning. Den politiker som hårdast kom att driva frågan i riktning mot att det nybildade statliga järnvägsbolaget skulle ta ett nationellt huvudansvar för turismfrågorna var Maggiorino Ferraris som representerade Partito Liberale Italiano.
Innan problemkomplexet med turismen fann sin lösning utbröt första världskriget 1914 och frågan aktualiserades åter först efter krigsslutet. Då tillsattes en statlig kommission vars arbete resulterade i grundandet av Ente Nazionale per le Industrie Turistiche (ENIT) som sorterade under Ministero dell'Industria, Commercio e Lavoro och fick huvudansvaret för turismen i Italien. En av den nya myndighetens uppgifter var sammanställandet av nationell statistik över järnvägsresandet. Av den statistiken framgår att utvecklingen efter kriget inledningsvis var positiv. Försäljningen av tågbiljetter ökade starkt under 1920-talets första hälft, liksom antalet turister från utlandet som reste till Italien med tåg. Biljettintäkterna ökade från ca 5,6 miljoner lire 1920 till drygt 31 miljoner lire 1923 då över 800 000 utländska turister anlände till Italien med tåg. Två år senare var antalet med tåg inresta utlänningar ca 1,1 miljoner.
Efter toppåret 1925 började emellertid konkurrensen från bilismen att bli statistiskt signifikant. Detta år anlände ca 40 000 utlänningar till Italien med bil, en siffra som därefter ökade snabbt medan järnvägsresandets gick ner något och 1927–29 låg under en miljon inresta utlänningar per år. Trenden vände åter 1930 då man kom precis över miljonen men samma år inkom nästan 144 000 utlänningar till Italien med bil. Det fanns alltså anledning till viss oro över utvecklingen. Den oron förstärktes av den världsomfattande ekonomiska depression som inledde 1930-talet. Man såg en snabb nedgång i antalet utländska besökare och antog att den skulle komma att fortsätta ett tag. En rad åtgärder genomfördes för att ersätta så mycket som möjligt av den utländska turismen med en inhemsk för att rädda den besöksnäring som upparbetats efter kriget. En av dessa åtgärder var Treni popolari som trots att det formellt initierades av transportministeriet även kom att bli ett socialpolitiskt projekt.

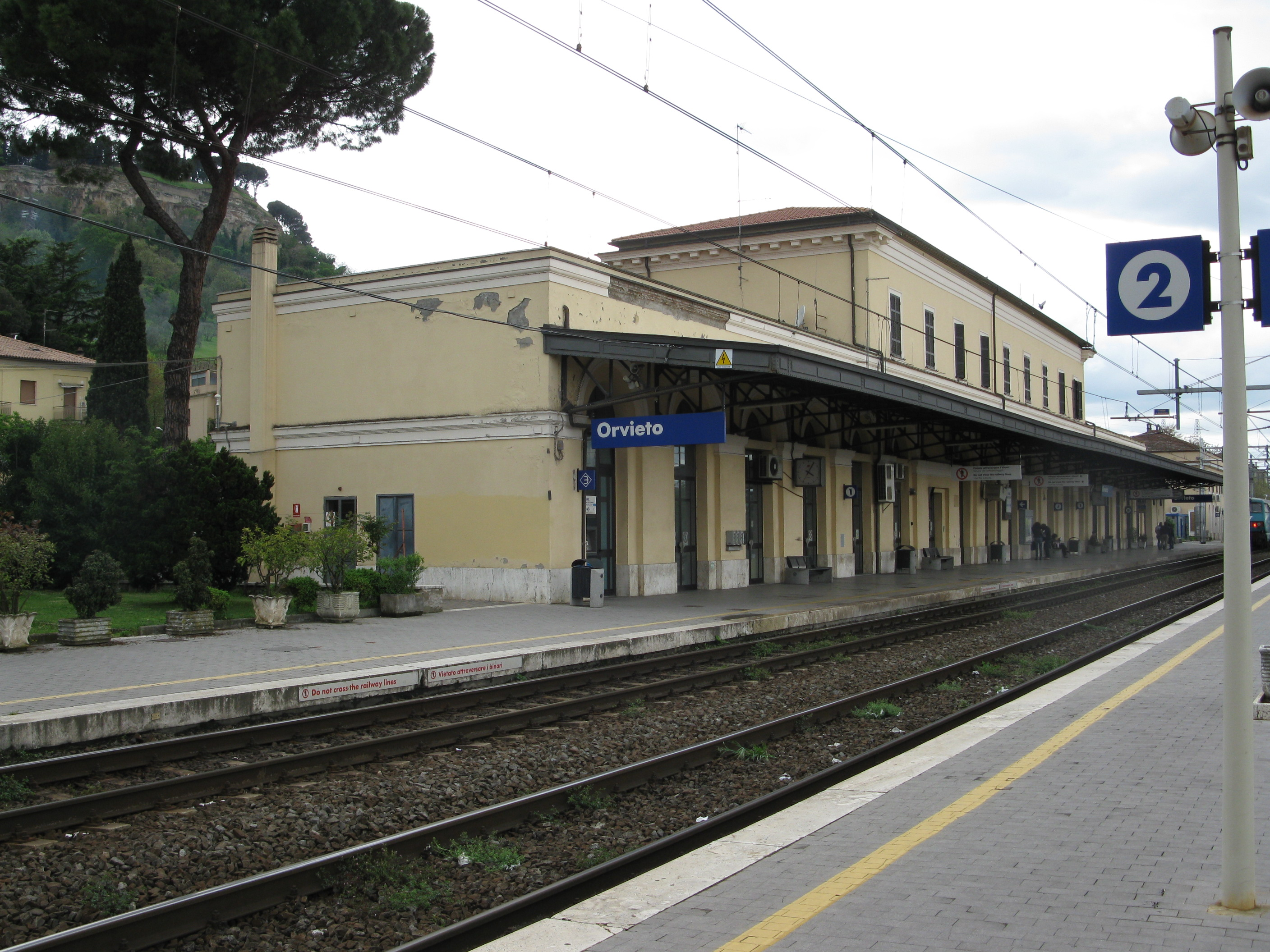
Stationen i Orvieto dit resan går i filmen Treno popolare.

## Verksamheten
Den första säsongen med ”Treni popolari” varade från 2 augusti till 20 september 1931 och innebar att biljettpriserna för tur- och returbiljetter under helgdagar sänktes med 40–80 %. På de extratåg som sattes in fanns inledningsvis endast 3:e klass utan möjlighet till platsreservation. Tågen utgick från större städer och resmålen var ett antal utvalda orter med badstränder, kända historiska lämningar eller stora naturvärden. Satsningen blev en omedelbar succé vad gäller antalet passagerare. Redan första säsongen såldes närmare 460 000 biljetter. Andra säsongen förlängdes därför och varade från 5 juli till 18 september 1932. Varje resdag under denna period (i snitt 17 resdagar per linje) gick det i genomsnitt 58 folktåg och siffran för antalet passagerare under säsongen ökade till 834 000. Medellängden för en tur- och returresa var 485 km. Utvecklingen fortsatte i samma riktning under flera år med ständigt ökande antal passagerare. Toppåren 1937 och 1938 reste 1,26 respektive 1,23 miljoner passagerare med ”Treni popolari”, vilket innebar att 74 % av alla tågresor i Italien 1937–38 gjordes till kraftigt rabatterat pris.
De stora rabatterna innebar en kännbar ekonomisk förlust för det statliga järnvägsbolaget. För att hålla nere kostnaderna sköttes biljettförsäljning och all slags service till resenärerna på resmålet av frivilliga genom projektet Opera nazionale del dopolavoro och i praktiken genom de lokala fascistiska organisationerna på resmålen. Det fascistiska partiets lokaler (Case del fascio) på de berörda orterna blev ett slags huvudkontor för den lokala turistnäringen. Orternas partimedlemmar beordrades att noggrant bevaka bland annat Touring Club Italianos (TCI) lokala ombud samt restaurangers och andra affärsidkares prissättning och affischering för att förhindra oskäliga kostnader för besökarna.

## Film
I Raffaello Matarazzos film Treno popolare (1933) utspelas handlingen under en dagstur med ett folktåg från Rom till Orvieto.